# Joanell Dyrstad
Joanell M. Dyrstad  (* 15. Oktober 1942 in Saint James, Minnesota) ist eine US-amerikanische Politikerin. Zwischen 1991 und 1995 war sie Vizegouverneurin des Bundesstaates Minnesota.

## Werdegang
Joanell Sletta, so ihr Geburtsname, wuchs in Saint James auf und verbrachte dann den größten Teil ihres Lebens in Red Wing. Sie absolvierte das Gustavus Adolphus College in St. Peter und die Hamline University. Seit 1965 ist sie verheiratet; mit ihrem Mann hat sie zwei erwachsene Kinder. Zusammen betrieb das Paar eine Apotheke. Politisch schloss sie sich der Republikanischen Partei an, die sich in Minnesota zwischen 1975 und 1995 Independent-Republican Party nannte. Zwischen 1985 und 1990 bekleidete sie das Amt des Bürgermeisters der Stadt Red Wing.
1990 wurde Dyrstad an der Seite von Arne Carlson zur Vizegouverneurin von Minnesota gewählt. Dieses Amt bekleidete sie zwischen 1991 und 1995. Dabei war sie Stellvertreterin des Gouverneurs. Im Jahr 1994 trat sie erfolglos in der Primary ihrer Partei zur Nominierung als Kandidatin für den US-Senat an. Ihre Niederlage in den Vorwahlen hing auch mit ihren für die Republikanische Partei liberalen Ansichten in Fragen der Abtreibung oder der Kontrolle privaten Waffenbesitzes zusammen. Sie war unter bestimmten Voraussetzungen für das Recht auf Abtreibungen und für die Einschränkung des privaten Waffenbesitzes. Nach ihrer Zeit als Vizegouverneurin wurde sie unter anderem Vorstandsmitglied bei den Fairview Health Services.